# Kitajska metoda dvigovanja uteži
Kitajska je v devetdesetih letih dvajsetega stoletja resno pristopila k treniranju dvigovanja uteži in mednarodnim tekmovanjem v tem športu. Rezultat je to, da so danes skorajda nepremagljivi v lahkih in srednjih kategorijah, tako ženskih kot moških.
Tehniko dviganja so dodelali do potankosti. Tako učinkovita ni nobena druga tehnika, zato so to tehniko začeli najprej uporabljati skoraj vsi vzhodnoazijski narodi, v zadnjem času pa lahko opazimo, da tudi vse več Evropejcev in prebivalcev Severne, Srednje in Južne Amerike uporablja to metodo.

## Kitajska tehnika dvigovanja uteži
Za razliko od t.i. ruske metode pri kitajski metodi začnemo dvig z boki precej nižje, kar pomeni, da dvignemo breme predvsem z nogami. Ko pride drog nad kolena, ga po ruski metodi butnemo s stegni in pošljemo gor, pri kitajski metodi pa ga podrsamo po stegnih do prepogiba kolka in mu na ta način damo moment navzgor. V obeh primerih se moramo potegniti pod breme, le da je pri kitajski metod breme višje, ko mu damo moment navzgor in ga kot takšnega lahko učinkoviteje ujamemo nad glavo (POTEG) oziroma na prsih spredaj (NALOG). Pod besedo »učinkoviteje« razumemo, da imamo manj spodletelih poskusov in posledično lahko dvignemo višjo težo, ker smo pri dvigovanju bolj učinkoviti.

## Sistem kitajskega dvigovanja uteži
Dvigovanje uteži po kitajski metodi pa ni uspešno le zaradi izjemno učinkovite tehnike dviganja. Celoten sistem po celotni kitajski je narejen v smeri napredovanja, nagrajevanja in nadgrajevanja. Kaj to pomeni? Vsi trenerji imajo enako izobrazbo, kar pomeni, da katerikoli dvigovalec/ka dobi pri kateremkoli trenrju/ki enako znanje, kar pa je za začetnike izjemno pomembno. V vsaki fazi dviga vsi dvigovalci/ke točno vedo, kaj morajo narediti, da bo dvig uspešen. Nič ni prepuščeno naključju ali ugibanju.
Zakaj je to pomembno? Ker imajo vsi dvigovalci/ke enako osnovno šolo dviganja, jih lahko prevzame katerikoli trener v naprednejši šoli. Imamo osnovno športno šolo, provincionalno šolo in na koncu najboljši pridejo v državno reprezentanco (imajo dve državni reprezentanci, ena je vojaška in druga vladna – ampak med njim ni kaj dosti razlike, to imajo bolj kot ne zaradi zdravega rivalstva).

## Nivoji kitajskega dvigovanja uteži
Na Kitajskem obstaja 5 nivojev trenerjev:
1. Prvi nivo so trenerji v osnovni športni šoli. Ti trenerji učijo tehniko dviganja in osnovne vaje, ki se jih uporablja za trening. Otroci, ki pristopijo k treniranju dvigovanja uteži, so stari med 8 in 14 let, le redko so mlajši.
2. Drugi nivo so provincialni trenerji. Te trenerji »pilijo tehniko« in pomagajo najti pri posameznikih, kaj jim najbolj ustreza (vendarle vsi dvigovalci ne dvigujejo enako, toda razike so tako majhne, da jih neuki ljudje ne opazijo). Ti trenerji tudi pripravljajo dvigovalce na nekoliko večja tekmovanja.
3. Tretji nivo so trenerji v državni reprezentanci. Ti trenerji pripravljajo vrhunske dvigovalce na mednarodna tekmovanja in njihova naloga je, da dvigovalec/ka kar najbolje zastopa kitajsko na tujih tekmovanjih, kar pa ni lahka naloga ne za trenerja, ne za dvigovalca. Tukaj lahko še poudarimo, da se trenerji v zadnjih dveh nivojih nekoliko razlikujejo med trenerji za dekleta in fante, medtem ko trenerji v osnovni šoli trenirajo vse otroke in najstnike enako.
4. Četrti in peti nivo so trenerji za prehrano in rehabilitacijo. Te trenerje najdemo le v provincialnih šolah in državnih reprezentancah.

## Priljubljenost kitajskega dvigovanja uteži
Zaradi izjemno učinkovitega sistema kitajsko metodo dvigovanja uteži prevzema vse več držav. Zadnja, ki ga je prevzela in resnično uspešno vpeljala, je Italija. Zaradi tega se lahko pohvalijo z resnično izjemno kakovostno ekipo, tako moško kot žensko.